# Лолита (филм, 1997)
 Тази статия е за  филма „Лолита“.  За  книгата „Лолита“ вижте Лолита.  
„Лолита“ (на английски: „Lolita“) е художествен филм от 1997 година на режисьора Ейдриън Лайн, заснет по едноименния роман на Владимир Набоков. Адаптацията от 1997 г. на романа с участието на Джеръми Айрънс и дебютиращата Доминик Суейн получава положителни оценки от критиката. Лентата не събира големи приходи от прожекции и не успява да възвърне бюджета, изразходван за заснемането му. Причините за това се крият в цензурата, която в някои страни забранява излъчването на продукцията.

## За автора и романа
Романът на Владимир Набоков „Лолита“ е интересно явление в руската литература на XX век. Творбата е написана първо на английски език и публикувана за пръв път през 1955 г. в Париж. Набоков сам превежда романа на руски и го публикува през 1958 г. в Ню Йорк. Не след дълго той придобива световна известност заради иновативния си стил и лоша слава заради провокативния си сюжет.
Написана в Америка, творбата се различава от произведенията на тогавашната епоха, в които прозвучава отзвукът от политическата идеология на времето. Набоков създава романа петнадесет години след заселването си в Америка, време, през което той усвоява нравите и порядките на тамошното общество. Авторът се стреми да покаже не дидактическа творба, а произведение, което съществува само за естетическа наслада. Според него една белетристична творба не трябва да дава сведения за политическата обстановка в дадена страна или да е отражение на душевността на създателя ѝ. Интересното при този роман, е това, че той е написан в Америка, представя и носи духа на тамошното общество, но въпреки това е включен в канона на руската литература, без да има нито една дума, посветена на Русия, в целия роман. Набоков остава в съзнанието си руснак, като запазва образа на идеализираната родина такава, каквато той я е виждал някога и отказва да приеме случващото се в нея по това време.

## Предистория
Малко известен е фактът, че макар да е емблематичен за творчеството на Набоков, романът „Лолита“ не е първото произведение на писателя, в което се появява подобен сюжет. Новелата „Вълшебникът“ е своеобразен предшественик на романа. Магическата проза на новелата е „първата плаха тръпка“, от която се ражда „Лолита“. Сходствата в сюжетите на двете произведения не са никак малко.
Авторът сякаш маркира в новелата си идеите, които по-късно ще доразвие в романа „Лолита“. „Вълшебникът“ е литературно и сюжетно скеле на по-късно появилият се роман. Може би именно поради тази причина Набоков не публикува новелата, която е написана през 1939 година. Тя е и последното произведение, което той пише на руски език. През 1986 година синът на писателя, Дмитрий, превежда „Вълшебникът“, а година по-късно я публикува. Появата на „Вълшебникът“ предизвиква вълнение в литературните среди. Мартин Еймис я определя като „литературното събитие на сезона“, „завладяващ шедьовър, разтърсващ и тревожен“. Колкото до историята, тя е подобна на тази в „Лолита“, но и доста различна от нея.
Персонажите са неназовани, анонимни. Те са просто мъжът, вдовицата и момичето. Мъжът е бижутер на средна възраст, който се жени за болна вдовица, защото е привлечен от дъщеря ѝ. Не след дълго майката умира и мъжът остава единствен настойник на момичето. То обаче така и не се превръща в дръзка нимфетка.
Финалът на „Вълшебникът“ също е различен. Самият Набоков нарича повестта „завършен къс красива проза, точен и проникновен“.

## Сюжет
Филмът започва с обръщение към „съдебните заседателки“ от името на главния герой Хумберт Хумберт (в ролята – Джеръми Айрънс), но това не е държавният съд, а съдилището в съзнанието на героя. Персонажът е представен в своята кола, меланхолично замислен, докато зад него карат няколко полицейски коли. Героят е представен в своето „бягство“, но това не е бягство от закона, а от гузната му съвест. В края на първата сцена камерата улавя лицето на Хумберт в близък план, карайки ни да забележим проблясващите сълзи в очите му, след което той ни разказва своята история.
Цялото филмово действие е съпътствано от вътрешния монолог на Хумберт, който започва ретроспективно, като се връща в годините на своето детство. Тогава се появява и първата му детска любов, Анабела, която може да бъде разчетена като един своеобразен прототип на Лолита. Именно тази недоизживяна детска любов и фаталният край, зараждат желание към малкото момиченце в героя, което той ще намери по-късно в малката Долорес Хейз, която ще засенчи своята предшественичка.
Лентата показва как след смъртта на Анабела, идеята за нимфическото е завладяла цялото съзнание на героя. Хумберт намира въплъщението на своите мечти в образа на Лолита. Тя едновременно съчетава непохватността и детското поведение със способността да прелъстява. От творчеството на Набоков терминът „нимфетка“ се утвърждава по-късно в психологията. След детските години на героя, действието го представя в зряла възраст.

## Герои и образи
Доминик Суейн прекрасно се доближава до представата на всеки читател, който се е докоснал до текста и е обрисувал в съзнанието си образа на Лолита. Представата за детето – демон, нимфетката, която въплъщава демоничното в нимфата, плътското желание и едновременно с незряло поведение. Хумберт е завладян от първата им среща, когато я вижда в градината на неприветливата къща, загледана небрежно в списание. От този момент нататък в героя се отприщва желанието да покори малката нимфетка. В образа на Лолита се преплитат дързостта на плътта, идеята за прелъстяване и детската невинност, съчетана с непохватността. В нейното тяло сякаш се борят безсмъртния демон и образът на малко момиченце. Тя съчетава невинност и вулгарност, превръщайки се в малолетна наложница на своя пастрок.
Докато Доминик Суейн идеално допълва представата и очакванията, как трябва да изглежда „истинската“ Лолита, то Мелани Грифит не се вписва в образа на Шарлот Хейз. Контрапункт на образа на Ло е този на нейната майка, тя е типичната провинциална домакиня, майката, която се превръща в мост, който събира Долорес и Хумберт. Вдовицата Хейз е жена с глуповати принципи, наивна, изпитваща известна доза неприязън, презрение и омраза към дъщеря си. Шарлот определя дъщеря си като „дръзко“ и „неприлично момиче“.
В Хумберт е проектирана идеята за един патологичен случай на мъжа, завладян от мисълта за малката нимфа. Той изпитва неприязън и отвращение към жените на неговата възраст. За това свидетелства и пъстрата гама от наименования, чрез които Хумберт назовава майката на Ло в своя дневник – „Дебелата Хейз“, „Хейзица“, „вдовицата, „вдовичката“, „омразната майка“, „майчето“, „хладнокръвна дама“, „дъртата глупачка“. Хумберт избира да свърже живота си с този на майката, за да е по-близо до Лолита. Представянето на героя в сцената, в която той коси моравата пред къщата, паралелно с това разказвайки за сватбата си и демонстрирайки една фалшива привързаност, сякаш поставят Хумберт в утвърдения образ на американския съпруг. Воденият дневник с признания на пастрока се превръща в косвен убиец на Шарлот. След смъртта на Шарлот, за Хумберт сякаш започва един нов живот, нова ера, ера на опиянение, в която на пиедестал е издигнат образът на Лолита. Шест седмици Хумберт е „баща“ на Лолита, след което се превръща в неин любовник.

## Темата за „ловеца“
В целия филм, както и в романа, присъства темата за ловеца. Лолита е прелъстена в долнопробния хотел носещ името „Омагьосаните ловци“, тя играе в училищната пиеса, носеща същото име. Хумберт е омагьосан от Лолита – от малката нимфетка, от идеята за овладяване на нимфическото. Сцената в гората, когато Хумеберт е между неговата кола, подкарана от Лолита и отдръпващата се кола на Куилти, обрисува идеята, че докато в началото той е „ловецът“, във финала той е като жертва в гората на собственото си беззаконие. Пастрокът се превръща в жертва на развратеното от Куилти съзнание на детето – демон.
Но кой всъщност е ловецът? В средата на филма започва да тече едно подмолно действие. Появата на мистериозния мъжки персонаж в хотела „Омагьосаните ловци“ отприщва втората сюжетна линия, която ще се разкрие във финала. Мъжът е драматургът Клеър Куилти, когото камерата винаги улавя обвит в тъмнина или с шапка на лицето. Той се превръща във възможност за Лолита едновременно да избяга от Хумберт и да реализира мечтата си, за която тя споменава още в началото на филма: ”Искам да стана танцьорка“. Куилти и Хумберт сякаш са сдвоен образ на проекцията на стремежа към нимфическото. Когато Хумберт забелязва, че през тяхната втора обиколка из САЩ са непрекъснато следвани от непознат мъж, подозрението в пастрока нараства. Поведението на Лолита след появата на Куилти се лута между незаинтересоваността и истерията. Това е само началният стадий на опустошаването на живота ѝ.
Хумберт е преследван от мисълта, че ще се появи Хумберт 2, който ще измести Хумберт 1 от съзнанието на Лолита – винаги когато се появи тази натрапчива мисъл, той се сеща за своя чичо Густав. Във финала Лолита е отведена от болницата от мнимия чичо Густав-Куилти. Той е истинският виновник за събитията, протичащи в романа, именно той е човекът, който развращава не толкова плътта, колкото съзнанието на малкото момиче. Куилти (Guilty) е своеобразен двойник на Хумберт. Чрез убийството му във финала, Хумберт метафорично убива собствената си вина.

## Финал
Краят на лентата прави времеви скок, който представя героите 3 години след изчезването на Лолита. Полученото писмо в дома на Хумберт, кара героя да посети своята нимфетка. Пейзажът на пустошта, в която се намира домът на Долорес е в унисон и с впечатлението, което споделя Хумберт: ”От предишната нимфетка не бе останало много...тя бе безвъзвратно повехнала на 17 години“. Финалът на тази среща разкрива, че порасналата Долорес е простила на своя баща и сега е готова да изживее живота си, опустошен и презрян на тази крехка възраст.
Финалните надписи, в които става ясно на зрителя, че в една и съща година умират Хумберт и Лолита, е един вид потвърждение за съдбата, която съединява двете души. Но това е един своеобразен изход за Лолита от нерадостната ѝ съдба, а за Хумберт смъртта е възмездие, завършек и равносметка за стореното.
Филмът „Лолита“ представя любовта в различен аспект – на плътското, на еротичното, на осъществяването на една греховна любов. В началото филмът представя мечтата на Хумберт да се „докосне“ до Лолита, да съпреживее с нея всичко бленувано. Реализирайки желанията си, героят е доведен до едно мъчение на личността и душевно противоречие. Вечно актуалният филм „Лолита“ задава различни въпроси и се поддава на различни интерпретации. Той е един своеобразен ребус в литературния и филмов канон, който по скандален начин представя тема, дълго време била табу.

## Семантика на имената на героите
Името на първата любов в живота на главния герой Хумберт Хумберт – Анабела – има значение, Ана – името на майката на Дева Мария. Така Анабела (или Хубавата Ана) е началото на желанията на Хумберт.
Името на Лолита – Долорес носи определена семантика, на испански: dolor означава „болка“, Долорес ще донесе (сладка) болка и страдание за Хумберт.
Удвоеното име Хумберт Хумберт проектира идеята за удвояването на образа с този на Клеър Куилти. Куилти или „Guilty“ е своеобразен двойник на Хумберт. Чрез убийството му във финала, Хумберт метафорично убива собствената си вина.

## Любопитни факти за филма
- Ролята на Лолита първоначално е предложена на Натали Портман. Актрисата отказва да изиграе този образ, заради своята религиозност и считайки сюжетът за греховен.
- Актрисата Доминик Суейн е само на 17 години, през 1997 г., по време на снимките на филма. В сцените, в които тя стои в коленете на Хумберт (Джеръми Айрънс) или изобщо се докосва до него, помежду им има възглавница.
- Във всички сцени на полов акт участват дубльорки. Причината е, че съгласно американското законодателство, в еротични сцени не могат да участват непълнолетни актриси.
- За ролята на Хумберт Хумберт е бил избран Дъстин Хофман, но поради съвпадение в снимките на друг филм с негово участие, ролята е дадена на Джеръми Айрънс.
- На кастинга за ролята на Лолита са се явили 2500 момичета. Когато броят на кандидатките бил сведен до 100, Джеръми Айрънс се включва в избора на своята екранна партньорка, разигравайки сцени от филма с финалистките.
- След излизането на лентата 24 страни забраняват или ограничават представянето му. В Австралия излъчването на филма е забранено за две години (до 1999 г.), заради „пропаганда на педофилия“. В Европа DVD-носителят се продава само на пълнолетни лица.
- Терминът от романа на Владимир Набоков „нимфетка“, навлиза в психологическата наука, привнесен от литературата.

## В България
През 1999 г. филмът е издаден на VHS видеокасети от Ай Пи Видео с български субтитри.
На 2 юли 2005 г. филмът е издаден на DVD от вестник „Стандарт“.
На 4 септември 2006 г. филмът е издаден на DVD от Diema Vision, а по-късно е излъчен по Диема+ през 2007 г. с български дублаж. Екипът се състои от:
| Озвучаващи артисти  | Силвия Русинова Даниела Йорданова Силви Стоицов Симеон Владов Николай Николов |
| Преводач            | Бисер Пачев                                                                   |
| Тонрежисьор         | Тони Тодоров                                                                  |
| Режисьор на дублажа | Димитър Кръстев                                                               |

На 9 декември 2016 г. филмът е излъчен по Bulgaria ON AIR с български субтитри от България Филм Вижън.